# Phelotrupes schoolmeestersi
Phelotrupes schoolmeestersi är en skalbaggsart som beskrevs av Ochi, Kon och Kawahara 2010. Phelotrupes schoolmeestersi ingår i släktet Phelotrupes och familjen tordyvlar. Inga underarter finns listade i Catalogue of Life.